# Credito Agricolo di Cerignola
Credito Agricolo di Cerignola è stata una banca italiana. La Banca fu costituita il 18 novembre 1886.

## Storia
Lo sconto di effetti, le "anticipazioni sopra depositi di merci, effetti pubblici ed altri valori" e i prestiti con ipoteca erano tra gli impieghi consentiti dal regolamento originario dell'Istituto.
A causa dell'arretratezza economica della propria zona di competenza, nei primi anni di vita l'Istituto concesse in beneficenza piccole ma costanti somme di denaro: all'Associazione delle Dame di carità, all'asilo infantile e alla scuola elementare della città, alla Confraternita del SS. Sacramento e a diversi altri enti cittadini.
Il 30 novembre 1977 venne stipulato l'atto di fusione per incorporazione del Credito Agricolo e della Banca Sanvitese nella Banca di Andria.